# هانا موری
هانا موری (انگلیسی: Hannah Murray؛ زاده ۱ ژوئیهٔ ۱۹۸۹) هنرپیشه اهل انگلستان است. وی از سال ۲۰۰۷ میلادی تاکنون مشغول فعالیت بوده‌است. او برای ایفای نقش گیلی در مجموعه تلویزیونی بازی تاج‌وتخت شهرت دارد. موری در سال ۲۰۰۹، برای ایفای نقش در سریال اسکینز برنده جایزه بفتا شد.

## بخشی از فیلم‌شناسی

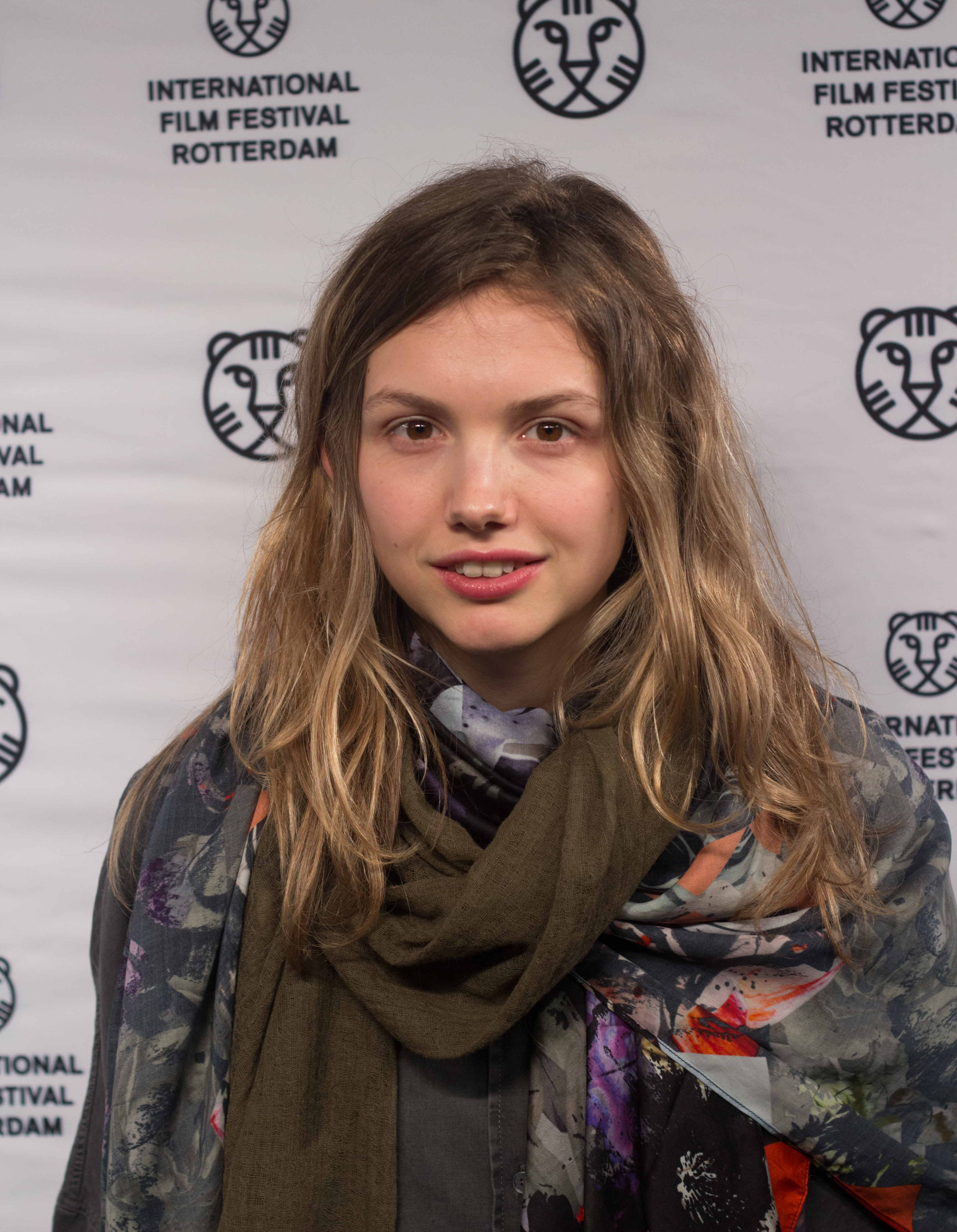
هانا موری در جشنواره بین‌المللی فیلم روتردام در سال ۲۰۱۵

- اسکینز (۲۰۰۷–۲۰۰۸، ۲۰۱۳)
- سایه‌های سیاه (۲۰۱۲)
- بازی تاج‌وتخت (۲۰۱۲–۲۰۱۹)
- ایستگاه اعداد (۲۰۱۳)
- خدا دخترها را کمک می‌کند (۲۰۱۴)
- دیترویت (۲۰۱۷)